# Torneo Femenino Clausura 2007 (Argentina)
El Torneo Femenino Clausura 2007 fue la vigésima segunda edición del Campeonato Femenino de Fútbol organizado por la Asociación del Fútbol Argentino. Participaron ocho equipos y el campeón fue Boca Juniors.

## Equipos participantes
| Equipo                  | Ciudad        |
| ----------------------- | ------------- |
| Boca Juniors            | Buenos Aires  |
| Estudiantes (LP)        | La Plata      |
| Gimnasia y Esgrima (LP) | La Plata      |
| Huracán                 | Buenos Aires  |
| Independiente           | Avellaneda    |
| Platense                | Vicente López |
| River Plate             | Buenos Aires  |
| San Lorenzo             | Buenos Aires  |

## Sistema de disputa
El torneo se desarrolló según el sistema de todos contra todos, a una sola vuelta y disputándose en total siete fechas.

## Tabla de posiciones
| Pos. | Equipo                  | Pts. | PJ | PG | PE | PP | GF | GC | Dif. |
| ---- | ----------------------- | ---- | -- | -- | -- | -- | -- | -- | ---- |
| 01.º | Boca Juniors            | 21   | 7  | 7  | 0  | 0  | 40 | 4  | 36   |
| 02.º | San Lorenzo             | 18   | 7  | 6  | 0  | 1  | 24 | 9  | 15   |
| 03.º | River Plate             | 15   | 7  | 5  | 0  | 2  | 30 | 8  | 22   |
| 04.º | Independiente           | 12   | 7  | 4  | 0  | 3  | 24 | 13 | 11   |
| 05.º | Gimnasia y Esgrima (LP) | 7    | 7  | 2  | 1  | 4  | 15 | 12 | 3    |
| 06.º | Estudiantes (LP)        | 7    | 7  | 2  | 1  | 4  | 13 | 20 | −7   |
| 07.º | Platense                | 3    | 7  | 1  | 0  | 6  | 4  | 40 | −36  |
| 08.º | Huracán                 | 0    | 7  | 0  | 0  | 7  | 7  | 51 | −44  |

|  | Boca Juniors Campeón. |

## Resultados

### Fecha 1
| 25 de marzo de 2007 | Estudiantes (LP) | 1 - 6   | Boca Juniors                                                                                              | Estudiantes (LP),            |                              |
|                     | -                | Reporte | Rosana Gómez 21' 30' · Marisa Gerez 34' · Clarisa Huber 40' · Andrea Ojeda 44' · Elizabeth Villanueva 70' | Árbitra: María Eugenia Rocco | Árbitra: María Eugenia Rocco |

| 25 de marzo de 2007 | Huracán       | 1 - 5   | San Lorenzo                                                                        | Huracán auxiliar,            |                              |
|                     | Noelia Ábalos | Reporte | Mariela Coronel · Florencia Mandrile · Chantelle Paulette · María Rosa Insaurralde | Árbitro(s): Rodrigo Grondona | Árbitro(s): Rodrigo Grondona |

| 25 de marzo de 2007 | River Plate                                                                        | 8 - 0   | Platense | River Plate, Ezeiza         |                             |
|                     | María Pía Gómez (1°T) (2°T) · Mercedes Pereyra (1°T) (2°T) · Emilia Mendieta (2°T) | Reporte |          | Árbitra: Mariana de Almeida | Árbitra: Mariana de Almeida |

| 28 de marzo de 2007                   | Gimnasia y Esgrima (LP) | 0 - 1 | Independiente |  |  |
| No jugado. Adjudicado el 12 de abril. |                         |       |               |  |  |

### Fecha 2
| 13 de abril de 2007 | Boca Juniors                                                    | 5 - 1   | Independiente | Casa Amarilla,           |                          |
|                     | Rosana Gómez 14' · Andrea Ojeda 22' 25' 40' · Clarisa Huber 66' | Reporte | Julia Achaval | Árbitra: Salomé di Iorio | Árbitra: Salomé di Iorio |

| 15 de abril de 2007 | Estudiantes (LP)                                | 4 - 1   | Huracán       | Estudiantes auxiliar,        |                              |
|                     | Evangelina Alfano · Laura Novoa · Yanina Liendo | Reporte | Silvia Cabral | Árbitra: María Eugenia Rocco | Árbitra: María Eugenia Rocco |

| 15 de abril de 2007 | Gimnasia y Esgrima (LP) | 1 - 2   | River Plate                                   | Gimnasia y Esgrima,      |                          |
|                     | Yesica Arrien           | Reporte | María Pía Gómez (1°T) · Emilia Mendieta (1°T) | Árbitra: Salomé di Iorio | Árbitra: Salomé di Iorio |

| 15 de abril de 2007 | San Lorenzo | 7 - 0   | Platense | San Lorenzo auxiliar,       |                             |
|                     | María Tierri · Florencia Quiñones · Diana Britez · Chantalle Paulette · Eliana Medina · María Rosa Insaurralde · - | Reporte |          | Árbitra: Mariana de Almeida | Árbitra: Mariana de Almeida |

### Fecha 3
| 13 de mayo de 2007 | Gimnasia y Esgrima | 0 - 3   | San Lorenzo                                       | Auxiliar,             |                       |
|                    |                    | Reporte | Florencia Quiñones · María Tierri · Eliana Medina | Árbitra: Sabrina Lois | Árbitra: Sabrina Lois |

| 13 de mayo de 2007 | Huracán | 0 - 11  | Boca Juniors                                                                                     | Huracán,                  |                           |
|                    |         | Reporte | Valeria Cotelo · Andrea Ojeda · Fabiana Vallejos · Clarisa Huber · Miriam Britos · Natalia Gatti | Árbitra: Florencia Romano | Árbitra: Florencia Romano |

| 13 de mayo de 2007 | Independiente | 0 - 2   | River Plate                               | Villa Domínico,              |                              |
|                    |               | Reporte | Emilia Mendieta 9' · Mercedes Pereyra 66' | Árbitra: María Eugenia Rocco | Árbitra: María Eugenia Rocco |

| 13 de mayo de 2007 | Platense        | 1 - 4   | Estudiantes (LP)                                         |                             |                             |
|                    | Natalia Mahmoud | Reporte | Alejandra Bernasconi · Evangelina Alfano · Carla Singano | Árbitro(s): Salomé Di Iorio | Árbitro(s): Salomé Di Iorio |

### Fecha 4
| 26 de mayo de 2007 | Platense                                          | 3 - 1   | Huracán           | Platense auxiliar,    |                       |
|                    | María Espósito · Gabriela Arata · Natalia Mahmoud | Reporte | Cintia Bentacourt | Árbitra: Sabrina Lois | Árbitra: Sabrina Lois |

| 27 de mayo de 2007 | Boca Juniors                                | 2 - 0   | River Plate | Barracas Central,                   |                                     |
|                    | Andrea Ojeda 44' · Elizabeth Villanueva 75' | Reporte |             | Árbitra: Estela Álvarez de Oliveira | Árbitra: Estela Álvarez de Oliveira |

| 27 de mayo de 2007 | Estudiantes (LP)                                                    | 2 - 2   | Gimnasia y Esgrima (LP)           | Auxiliar,                 |                           |
|                    | Laura Nova (gol olímpico) · Gabriela Ramírez · Alejandra Bernasconi | Reporte | Antonela Guarracino · Gisela Díaz | Árbitra: Florencia Romano | Árbitra: Florencia Romano |

| 28 de mayo de 2007 | San Lorenzo                                                  | 3 - 0   | Independiente   | Auxiliar,                |                          |
|                    | María Tierri 63' · Florencia Quiñones 66' · Diana Britez 89' | Reporte | Gabriela Chávez | Árbitra: Salomé Di Iorio | Árbitra: Salomé Di Iorio |

### Fecha 5
| 2 de junio de 2007 | Platense | 0 - 8   | Boca Juniors                                                                                                   | Platense auxiliar,           |                              |
|                    |          | Reporte | Débora Suárez · Fabiana Vallejos · Victoria Bedini · Soledad Jaimes · Miriam Britos · Elizabeth Villanueva · - | Árbitra: María Eugenia Rocco | Árbitra: María Eugenia Rocco |

| 2 de junio de 2007 | San Lorenzo                                     | 4 - 2   | River Plate                       | San Lorenzo auxiliar,     |                           |
|                    | Mariela Coronel · Caterina Taker · María Tierri | Reporte | Emilia Mendieta · María Pía Gómez | Árbitra: Florencia Romano | Árbitra: Florencia Romano |

| 3 de junio de 2007 | Independiente                                                                                        | 6 - 1   | Estudiantes (LP)                    | Independiente auxiliar,    |                            |
|                    | Pola Lelli 3' · Florencia Ferrero 29' · Daiana Cardone 38' · Ludmila Manicler 40' · Paola Sergio 85' | Reporte | María Sánchez 44' · Juliana Biccoca | Árbitro(s): Estela Álvarez | Árbitro(s): Estela Álvarez |

| 5 de junio de 2007 | Huracán | 2 - 3 | Gimnasia y Esgrima (LP) |  |  |

### Fecha 6
| 10 de junio de 2007 | Gimnasia y Esgrima (LP)                                                                                       | 8 - 0   | Platense | Estadsio,                |                          |
|                     | Yesica Arrien · Estefanía Rodríguez · Fanny Rodríguez · Fernanda Ciarlone · Mariana De Moura · Sonia Tarquino | Reporte |          | Árbitra: Salomé Di Iorio | Árbitra: Salomé Di Iorio |

| 10 de junio de 2007 | River Plate                                                          | 3 - 1   | Estudiantes (LP)  | River Plate, Ezeiza       |                           |
|                     | María Pía Gómez (1°T) · Cecilia Acevedo (2°T) · Emilia Mendieta 2°T' | Reporte | Evangelina Alfano | Árbitro(s): Martín Bustos | Árbitro(s): Martín Bustos |

| 11 de junio de 2007 | Boca Juniors                                                                                          | 6 - 1   | San Lorenzo  | Casa Amarilla,          |                         |
|                     | Clarisa Huber · Natalia Gatti · Andrea Ojeda · Fabiana Vallejos · Elizabeth Villanueva · Eva González | Reporte | Maria Tierri | Árbitra: Estela Álvarez | Árbitra: Estela Álvarez |

| 12 de junio de 2007 | Huracán         | 2 - 12  | Independiente | Huracán auxiliar, |  |
|                     | Denise Alvarado | Reporte | Florencia Ferrero · Verónica Roa · Gimena Vera · Joana Bracamonte · Gabriela Chávez · Daiana Cardone · Ludmila Manicler |                   |  |

### Fecha 7
| 16 de junio de 2007 | Boca Juniors                    | 2 - 1   | Gimnasia y Esgrima (LP) |  |  |
|                     | Marisa Gerez · Fabiana Vallejos | Reporte | -                       |  |  |

| 16 de junio de 2007 | Independiente | 4 - 0 | Platense |  |  |

| 16 de junio de 2007 | River Plate | 13 - 0  | Huracán | River Plate, Ezeiza      |                          |
|                     | María Pía Gómez (1°T) · Rosalía Mandrile (1°T) · Emilia Mendieta (1°T) (2°T) · Margaret Pittman (2°T) · Mercedes Pereyra (2°T) | Reporte |         | Árbitra: Salomé Di Iorio | Árbitra: Salomé Di Iorio |

| 19 de junio de 2007                   | San Lorenzo | 1 - 0 | Estudiantes (LP) |  |  |
| No jugado. Adjudicado el 28 de junio. |             |       |                  |  |  |

## Campeón
| XXX                      |
| Boca Juniors 14.º título |

## Goleadoras
| Pos. | Jugadora             | Jugadora         | Equipo        | Goles |
| ---- | -------------------- | ---------------- | ------------- | ----- |
| 1.º  | Bandera de Argentina | María Pía Gómez  | River Plate   | 13    |
| 2.º  | Bandera de Argentina | Emilia Mendieta  | River Plate   | 10    |
| 3.º  | Bandera de Argentina | Andrea Ojeda     | Boca Juniors  | 8     |
| 4.º  | Bandera de Argentina | María Tierri     | San Lorenzo   | 6     |
| 5.º  | Bandera de Argentina | Ludmila Manicler | Independiente | 5     |

Fuente: El Fútbol Femenino.